# Ottmarsheim
Ottmarsheim là một xã trong tỉnh Haut-Rhin, thuộc vùng Grand Est của nước Pháp, có dân số là 1.926 người (thời điểm 1999). Xã nằm về phía đông của Mulhouse,có nhà thờ tu viện Ottmarsheim là một di tích nổi tiếng.

## Thông tin nhân khẩu
| 1962  | 1968  | 1975  | 1982  | 1990  | 1999  |
| ----- | ----- | ----- | ----- | ----- | ----- |
| 1.495 | 1.766 | 1.833 | 2.003 | 1.897 | 1.926 |